# Safeway Championship
Safeway Championship – prowincjonalne mistrzostwa mężczyzn Manitoby w curlingu, zwycięzca występuje jako reprezentacja prowincji na the Brier. Zawody rozgrywane są od 1925, pomimo tego Manitoba nie wystąpiła na pierwszych mistrzostwach Kanady w 1927.

## Nazwa turnieju
- British Consols: 1925-1979
- Labatt Tankard: 1980–1994
- Safeway Select: 1995-2007
- Safeway Championship: od 2008

## Kwalifikacje
W turnieju biorą udział 32 drużyny:
- 14 zespołów z 14 stref wiejskich
- 7 zespołów z 7 stref Winnipeg
- Zwycięzca Southern Berth
- Zwycięzca Northern Berth
- Zwycięzca Brandon Men’s Bonspiel
- Obrońca tytułu mistrzowskiego
- Zwycięzca Manitoba Curling Tour
- Najwyżej notowana drużyna z Manitoby w rankingu CTRS (na stan z 1 listopada danego sezonu)
- 5 zespołów wyłonionych z Manitoba Curling Association Bonspiel (maksymalnie do 8, gdy obrońca tytułu, mistrz Manitoba Curling Tour lub drużyna z CTRS nie będzie składała się z co najmniej 3 zawodników, którzy oryginalnie zdobyli uprawnienia)

## Mistrzowie Manitoby
| Rok  | Czwarty            | Trzeci            | Drugi                | Otwierający          | Miasto, klub                                | Pozycja na the Brier |
| ---- | ------------------ | ----------------- | -------------------- | -------------------- | ------------------------------------------- | -------------------- |
| 1925 | Howard Wood Senior | Victor Wood       | John Erzinger        | Lionel Wood          | Winnipeg, Granite Curling Club              | x                    |
| 1926 | George Sherwood    | Charlie Edge      | Lionel Tinling       | Rod Vincent          | Winnipeg, St. John’s Curling Club           | x                    |
| 1927 | Jim Congalton      | Jack Campbell     | Bill Noble           | Bill Sharman         | Winnipeg, Granite Curling Club              | –                    |
| 1928 | Gordon M. Hudson   | Sam Penwarden     | Ron Singbush         | Bill Grant           | Winnipeg, Strathcona Curling Club           |                      |
| 1929 | Gordon M. Hudson   | Don Rollo         | Ron Singbush         | Bill Grant           | Winnipeg, Strathcona Curling Club           |                      |
| 1930 | Howard Wood Senior | Jim Congalton     | Victor Wood          | Lionel Wood          | Winnipeg, Granite Curling Club              |                      |
| 1931 | Robert Gourley     | Ernie Pollard     | Arnold Lockerbie     | Ray Stewart          | Winnipeg, Strathcona Curling Club           |                      |
| 1932 | Jim Congalton      | Jack Campbell     | Bill Noble           | Harry Mawhinney      | Winnipeg, Granite Curling Club              |                      |
| 1933 | John Douglas       | James Welsh       | Alex Welsh           | Jock Reid            | Winnipeg, Deer Lodge Curling Club           |                      |
| 1934 | Leo Johnson        | Lorne Stewart     | Lincoln Johnson      | Marno Frederickson   | Winnipeg, Strathcona Curling Club           |                      |
| 1935 | Roy Pritchard      | George Ellis      | Arthur Boyce         | Mark Teskey          | Killarney, Killarney Curling Club           |                      |
| 1936 | Ken Watson         | Grant Watson      | Marvin Macintyre     | Charles Kerr         | Winnipeg, Strathcona Curling Club           |                      |
| 1937 | James Welsh        | Fred Smith        | Jock Reid            | Harry Monk           | Winnipeg, Deer Lodge Curling Club           |                      |
| 1938 | Ab Gowanlock       | Bung Cartmell     | Bill McKnight        | Tom McKnight         | Glenboro, Glenboro Curling Club             |                      |
| 1939 | Ross Kennedy       | Wm. MacDonald     | Robert Hume          | Clare Wells          | Winnipeg, Strathcona Curling Club           |                      |
| 1940 | Howard Wood Senior | Ernie Pollard     | Howard Wood Junior   | Roy Enman            | Winnipeg, Granite Curling Club              |                      |
| 1941 | Albert Wakefield   | Doug Adams        | Lionel Francis       | Winston Anders       | Winnipeg, Strathcona Curling Club           |                      |
| 1942 | Ken Watson         | Grant Watson      | Chas. Scrymgeour     | Jim Grant            | Winnipeg, Strathcona Curling Club           |                      |
| 1943 | Ken Watson         | Grant Watson      | Chas. Scrymgeour     | Lyle Dyker           | Winnipeg, Strathcona Curling Club           |                      |
| 1944 | Leo Johnson        | Harry Weremy      | Bob Noble            | Jack Price           | Winnipeg, Strathcona Curling Club           |                      |
| 1945 | Howard Wood Senior | Al Derrett        | Lionel Wood          | Verne Handford       | Winnipeg, Granite Curling Club              |                      |
| 1946 | Leo Johnson        | Harry Weremy      | Lincoln Johnson      | Bill McKnight        | Winnipeg, Strathcona Curling Club           |                      |
| 1947 | Jim Welsh          | Alex Welsh        | Jock Reid            | Harry Monk           | Winnipeg, Deer Lodge Curling Club           |                      |
| 1948 | George Sangster    | Bill Sangster     | George Anderson      | Bill Petrie          | Winnipeg, Granite Curling Club              |                      |
| 1949 | Ken Watson         | Grant Watson      | Lyle Dyker           | Charles Read         | Winnipeg, Strathcona Curling Club           |                      |
| 1950 | Bill McTavish      | Norman Hume       | Gordon Lillyman      | Ken Conn             | Winnipeg, Elmwood Curling Club              |                      |
| 1951 | Roy Forsyth        | Lorne Stewart     | Allister McDiarmid   | Arthur Meers         | Winnipeg, Strathcona Curling Club           |                      |
| 1952 | Billy Walsh        | Al Langlois       | Andy McWilliams      | John Watson          | Winnipeg, Fort Rouge Curling Club           |                      |
| 1953 | Ab Gowanlock       | Jim Williams      | Art Pollon           | Russ Jackman         | Dauphin, Dauphin Curling Club               |                      |
| 1954 | Jim Welsh          | Alex Welsh        | Jock Reid            | Harry Monk           | Winnipeg, Deer Lodge Curling Club           |                      |
| 1955 | Roy Forsyth        | Donald Lord       | Frank Muirhead       | Donald Reid          | Winnipeg, Strathcona Curling Club           |                      |
| 1956 | Billy Walsh        | Al Langlois       | Cy White             | Andy McWilliams      | Winnipeg, Fort Rouge Curling Club           |                      |
| 1957 | Howie Wood Junior  | Bill Sharpe       | Don Duguid           | Lorne Duguid         | Winnipeg, Granite Curling Club              |                      |
| 1958 | Terry Braunstein   | Ron Braunstein    | Ray Turnbull         | Jack Van Hellemond   | Winnipeg, Granite Curling Club              |                      |
| 1959 | Dick Bird          | Ed Tipping Junior | Gunnar Nielson       | Bill Evans           | Winnipeg, Elmwood Curling Club              |                      |
| 1960 | Mac Scales         | George Laudrum    | John McCorrister     | Lloyd Goodman        | Winnipeg, Strathcona Curling Club           |                      |
| 1961 | John David Lyon    | Leroy Herman      | Leo Kelsch           | Bill Zaporzan        | Winnipeg, West Kildonan Curling Club        |                      |
| 1962 | Norm Houck         | Jim Ursel         | Morley Handford      | Ross Murdoch         | Winnipeg, Strathcona Curling Club           |                      |
| 1963 | Hersh Lerner       | Cole Staniloff    | Bob Lemecha          | Al Dudar             | Winnipeg, Maple Leaf Curling Club           |                      |
| 1964 | Bruce M. Hudson    | Harvey Mazinke    | Ken Little           | Harry Martel         | Winnipeg, Strathcona Curling Club           |                      |
| 1965 | Terry Braunstein   | Don Duguid        | Ron Braunstein       | Ray Turnbull         | Winnipeg, Granite Curling Club              |                      |
| 1966 | Hersh Lerner       | Bob Lemecha       | Al Dudar             | Bob Dudar            | Winnipeg, Maple Leaf Curling Club           |                      |
| 1967 | Bruce M. Hudson    | Dick Wright       | Ken Little           | Harry Martel         | Winnipeg, Strathcona Curling Club           |                      |
| 1968 | Burke Parker       | Lloyd Yerama      | Roy Berry            | Jack Yuill           | Dauphin, Dauphin Curling Club               |                      |
| 1969 | Bob Robinson       | Al Shinfield      | Len Easton           | Doug Strange         | Winnipeg, Maple Leaf Curling Club           |                      |
| 1970 | Don Duguid         | Rod Hunter        | Jim Pettapiece       | Bryan Wood           | Winnipeg, Granite Curling Club              |                      |
| 1971 | Don Duguid         | Rod Hunter        | Jim Pettapiece       | Bryan Wood           | Winnipeg, Granite Curling Club              |                      |
| 1972 | Orest Meleschuk    | Dave Romano       | John Hanesiak        | Pat Hailley          | Winnipeg, Fort Rouge Curling Club           |                      |
| 1973 | Dan Fink           | Rod Hunter        | Jim Pettapiece       | John Hunter          | Winnipeg, Granite Curling Club              |                      |
| 1974 | Don Barr           | Dan Hyrich        | Jack Fraser          | Jim Thornborough     | Glenboro, Glenboro Curling Club             |                      |
| 1975 | Rod Hunter         | Mike Riley        | Doug Holmes          | Bryan Wood           | Winnipeg, Granite Curling Club              |                      |
| 1976 | Clare DeBlonde     | Garry DeBlonde    | Don Finkbeiner       | Doug Finkbeiner      | Winnipeg, Heather Curling Club              |                      |
| 1977 | John Usackis       | Dave Romano       | Ed Thompson          | Bob Collez           | Lac du Bonnet, Lac du Bonnet Curling Club   |                      |
| 1978 | Doug Harrison      | Jim Sampson       | Rick Hoffman         | Bryan Wood           | Winnipeg, Heather Curling Club              |                      |
| 1979 | Barry Fry          | Bill Carey        | Gordon Sparkes       | Bryan Wood           | Winnipeg, Deer Lodge Curling Club           |                      |
| 1980 | Earle Morris       | Clare DeBlonde    | Garry DeBlonde       | Winston Warren       | Winnipeg, CFB Winnipeg Curling Club         | 5.                   |
| 1981 | Kerry Burtnyk      | Mark Olson        | Jim Spencer          | Ron Kammerlock       | Winnipeg, Assiniboine Memorial Curling Club |                      |
| 1982 | Mel Logan          | Doug Armour       | Lloyd Lang           | Al Granger           | Souris, Souris Curling Club                 |                      |
| 1983 | Lloyd Gunnlaugson  | Bob Davidson      | Gord Paterson        | Harold Johannesson   | Winnipeg, Valour Road Curling Club          | 10.                  |
| 1984 | Mike Riley         | Brian Toews       | John Helston         | Russ Wookey          | Winnipeg, Pembina Curling Club              |                      |
| 1985 | John Bubbs         | Dave Iverson      | Cliff Lenz           | Dan Hildebrand       | Winnipeg, Wildewood Curling Club            | 7.                   |
| 1986 | Mike Riley         | Brian Toews       | Russ Wookey          | Terry Henry          | Winnipeg, Pembina Curling Club              | 5.                   |
| 1987 | Brian Fowler       | Keith Kyle        | Dale Wallace         | Gary Poole           | Brandon, Brandon Curling Club               | 6.                   |
| 1988 | Kerry Burtnyk      | Jim Spencer       | Ron Kammerlock       | Don Harvey           | Winnipeg, Assiniboine Memorial Curling Club | 4.                   |
| 1989 | Orest Meleschuk    | John Usackis      | John Hyrich          | Sean Meleschuk       | Lac du Bonnet, Lac du Bonnet Curling Club   | 5.                   |
| 1990 | Duane Edwards      | Kelly McMechan    | Don Williams         | Jack Edwards         | Deloraine, Deloraine Curling Club           | 11.                  |
| 1991 | Jeff Stoughton     | Dave Iverson      | Ken Tresoor          | Garry Van Den Berghe | Winnipeg, Wildewood Curling Club            | 5.                   |
| 1992 | Vic Peters         | Dan Carey         | Chris Neufeld        | Don Rudd             | Winnipeg, Granite Curling Club              |                      |
| 1993 | Vic Peters         | Dan Carey         | Chris Neufeld        | Don Rudd             | Winnipeg, Granite Curling Club              | 4.                   |
| 1994 | Dave Smith         | Pete Nicholls     | Scott Grant          | Charlie Salina       | Winnipeg, St. Vital Curling Club            |                      |
| 1995 | Kerry Burtnyk      | Jeff Ryan         | Rob Meakin           | Keith Fenton         | Winnipeg, Assiniboine Memorial Curling Club |                      |
| 1996 | Jeff Stoughton     | Ken Tresoor       | Garry Van Den Berghe | Steve Gould          | Winnipeg, Charleswood Curling Club          |                      |
| 1997 | Vic Peters         | Dan Carey         | Chris Neufeld        | Scott Grant          | Winnipeg, Granite Curling Club              |                      |
| 1998 | Dale Duguid        | James Kirkness    | Jim Spencer          | Doug Armstrong       | Winnipeg, Granite Curling Club              |                      |
| 1999 | Jeff Stoughton     | Jonathan Mead     | Garry Van Den Berghe | Doug Armstrong       | Winnipeg, Charleswood Curling Club          |                      |
| 2000 | Jeff Stoughton     | Jonathan Mead     | Garry Van Den Berghe | Doug Armstrong       | Winnipeg, Charleswood Curling Club          | 4.                   |
| 2001 | Kerry Burtnyk      | Jeff Ryan         | Rob Meakin           | Keith Fenton         | Winnipeg, Assiniboine Memorial Curling Club |                      |
| 2002 | Mark Lukowich      | Chris Suchy       | Dave Elias           | Shane Kilgallen      | Winnipeg, Valour Road Curling Club          | 7.                   |
| 2003 | John Bubbs         | Bob Jenion        | Bob Scales           | Dan Kelsch           | Winnipeg, Granite Curling Club              | 10.                  |
| 2004 | Brent Scales       | Gord Hardy        | Grant Spicer         | Todd Trevellyan      | Swan River, Swan River Curling Club         | 9.                   |
| 2005 | Randy Dutiaume     | Dave Elias        | Greg Melnichuk       | Shane Kilgallen      | Winnipeg, Valour Road Curling Club          |                      |
| 2006 | Jeff Stoughton     | Jon Mead          | Garry Van Den Berghe | Steve Gould          | Winnipeg, Charleswood Curling Club          | 6.                   |
| 2007 | Jeff Stoughton     | Ryan Fry          | Rob Fowler           | Steve Gould          | Winnipeg, Charleswood Curling Club          |                      |
| 2008 | Kerry Burtnyk      | Dan Kammerlock    | Richard Daneault     | Garth Smith          | Winnipeg, Assiniboine Memorial Curling Club | 6.                   |
| 2009 | Jeff Stoughton     | Kevin Park        | Rob Fowler           | Steve Gould          | Winnipeg, Charleswood Curling Club          |                      |
| 2010 | Jeff Stoughton     | Kevin Park        | Rob Fowler           | Steve Gould          | Winnipeg, Charleswood Curling Club          | 5.                   |
| 2011 | Jeff Stoughton     | Jon Mead          | Reid Carruthers      | Steve Gould          | Winnipeg, Charleswood Curling Club          |                      |
| 2012 | Rob Fowler         | Allan Lyburn      | Richard Daneault     | Derek Samagalski     | Winnipeg, Charleswood Curling Club          |                      |
| 2013 | Jeff Stoughton     | Jon Mead          | Reid Carruthers      | Mark Nichols         | Winnipeg, Charleswood Curling Club          |                      |
| 2014 | Jeff Stoughton     | Jon Mead          | Reid Carruthers      | Mark Nichols         | Winnipeg, Charleswood Curling Club          |                      |
| 2015 | Reid Carruthers    | Braeden Moskowy   | Derek Samagalski     | Colin Hodgson        | West St. Paul, West St. Paul Curling Club   | 10.                  |

## Reprezentacja Manitoby na the Brier i mistrzostwach świata
Manitoba plasuje się na szczycie tabeli medalowej wszech czasów the Brier, reprezentanci tej prowincji 26 razy sięgali po tytuł mistrzowski, po 14 razy zajmowali 2. i 14 razy 3. stopnie podium. Daje to łącznie 54 medale. Zespoły z Manitoby zdominowały rozgrywki krajowe od późnych lat 20. XX wieku do lat 50., zdobyli wówczas 15 złotych medali, przy czym aż 5 z rzędu. Ostatnie złoto dla prowincji w 2011 wygrał Jeff Stoughton.
Mistrzostwa świata rozgrywane są od 1959, więc zawodnicy z Manitoby wystąpili na nich 10-krotnie. Podczas 5 występów uzyskali tytuły mistrzów globu (w tym 3 z rzędu w latach 1970, 1971 i 1972). Dwa razy przegrali finał oraz 3 razy wrócili z brązowymi medalami.